# Петер Тіде
Петер Тіде  (нім. Peter Thiede, 13 лютого 1968) — німецький веслувальник, олімпійський медаліст.

## Виступи на Олімпіадах
| Олімпіада      | Дисципліна                     | Місце |
| -------------- | ------------------------------ | ----- |
| Барселона 1992 | двійка розстібна зі стерновим  | 4     |
| Атланта 1996   | вісімка розстібна зі стерновим | 2     |
| Афіни 2004     | вісімка розстібна зі стерновим | 4     |
| Пекін 2008     | вісімка розстібна зі стерновим | 8     |